# Brunfelsia
Brunfelsia is de botanische naam van een geslacht uit de nachtschadefamilie (Solanaceae). Het bestaat uit enkele tientallen soorten groenblijvende heesters en bomen, die voorkomen van Midden- en Zuid-Amerika. Deze hebben grote witte, gele of blauw-violette bloemen, schaalvormig met een lange buis. De zaden zijn vrij groot, in een leerachtige of vlezige vrucht.
De naam is ontleend aan de Duitse botanicus en theoloog Otto Brunfels.